# 秋津駅

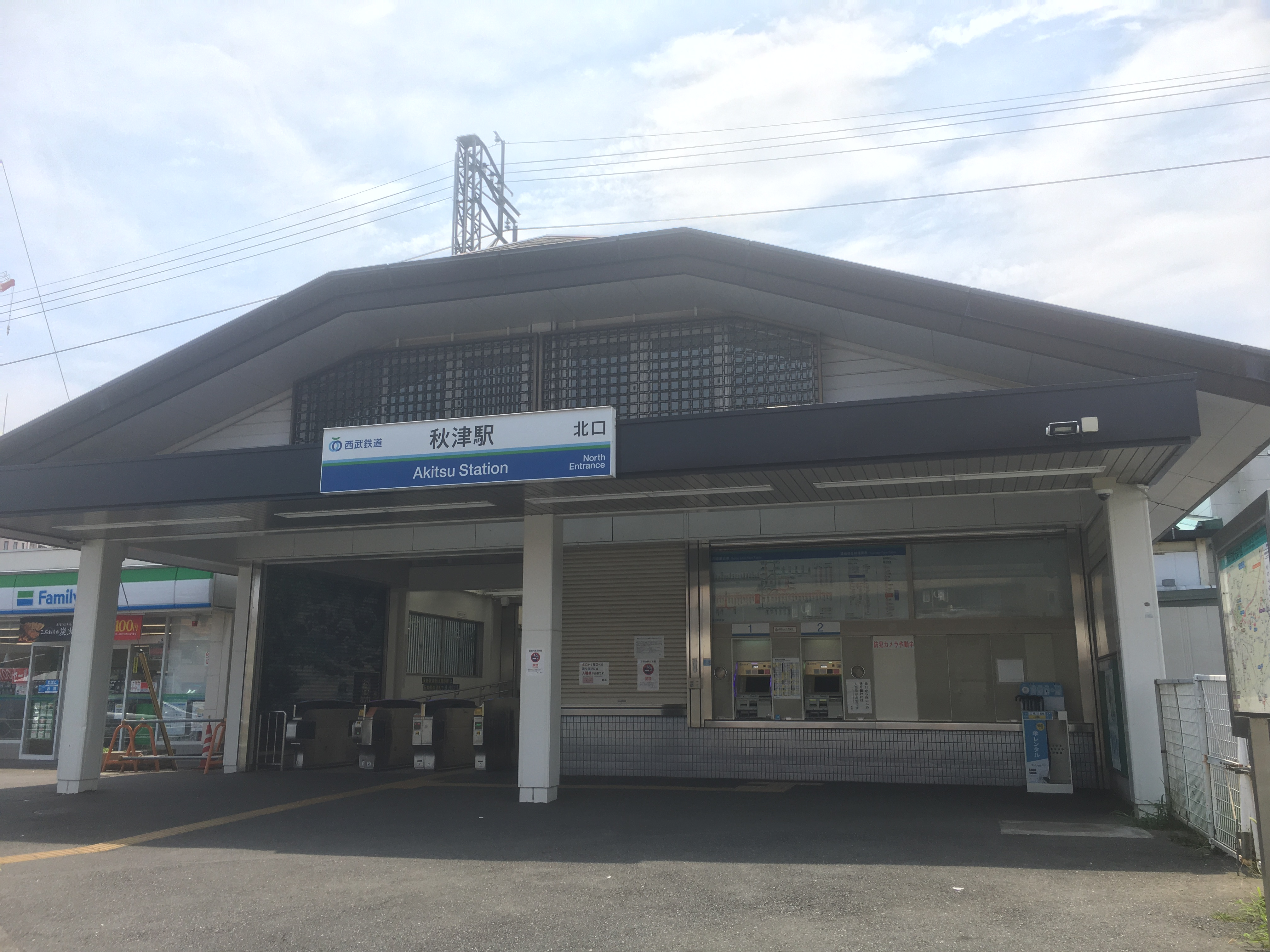
北口（2020年8月）

秋津駅（あきつえき）は、東京都東村山市秋津町五丁目にある西武鉄道池袋線の駅である。駅番号はSI16。

## 歴史
- 1917年（大正6年）12月12日 - 開業。
- 1922年（大正11年）10月1日 - 電化。
- 1959年（昭和34年）12月21日 - 清瀬 - 秋津間複線運転開始。
- 1960年（昭和35年）5月25日 - 秋津 - 所沢間複線運転開始[1]。
- 1974年（昭和49年）12月 - 駅構造を島式ホーム1面2線から相対式ホーム2面2線に変更[2]。
- 1990年（平成2年）12月23日 - 北口開設。
- 2006年（平成18年）3月18日 - バリアフリー化完成[3]。
- 2018年（平成30年）11月29日 - 商業施設「Emio秋津」がオープン[4]。

## 駅構造
相対式ホーム2面2線を有する地上駅。ホーム西側半分と南口は東村山市、1990年に開設された北口と2番ホームの一部は埼玉県所沢市、ホーム東側半分は東京都清瀬市で、敷地は1都1県3市にまたがる。駅構造が島式ホーム1面2線だった当時（1973年）は、現在の北口がある方に側線2線が存在していた。
2006年3月18日に構内改良工事が完成し、各ホーム間を連絡する跨線橋部分にエスカレーターとエレベーターが、1番ホームには待合室が整備された。北口改札は駅員無配置となっている。
トイレは南口改札内にある。
商業施設としては、2018年11月29日に「Emio秋津」が開業した。Emio出店店舗の詳細は西武リアルティソリューションズ公式サイト「秋津駅の店舗情報」を参照。

### のりば
| ホーム | 路線   | 方向 | 行先                               |
| ------ | ------ | ---- | ---------------------------------- |
| 1      | 池袋線 | 下り | 所沢・飯能・西武秩父方面           |
| 2      | 池袋線 | 上り | 練馬・池袋・新木場・渋谷・横浜方面 |

（出典：西武鉄道:駅構内図）
- 貨物列車は当駅の所沢方にある連絡線を経由し武蔵野線に直通していたが、1996年に貨物営業は廃止された。ただし貨物輸送廃止後も線路は現存しており、連絡線は西武の新車搬入、車両メーカーでの改造に伴う搬出、車両譲渡と西武多摩川線で運用されている車両の検査入場・出場時にそれぞれ甲種輸送列車が運行される際に使用される。
- 南口・北口ともに車椅子対応のスロープと自動改札機を備えている[6]こともあり、2007年秋以降に臨時列車として池袋駅と西武秩父駅の間を1往復運転されている秩父サイクルトレインの停車駅に指定されている。通常、当駅は快速以下の種別が停車し特急・快速急行・急行は通過するが、この臨時列車に限り当駅停車となり、乗務員交代や進行方向転換目的の運転停車となる飯能駅を除きそれ以外の駅は通過する。なお、2022年には一部のS-TRAINが当駅に臨時停車している。
- 前述の秩父サイクルトレインを除いて、急行以上の優等列車はダイヤ乱れ時を除き、通過していたが、2013年のゴールデンウィーク期間中に、秩父芝桜開花に合わせて、秩父鉄道に直通する下り快速急行2本・上り急行2本が臨時停車し[7]、その後も高麗・巾着田の曼珠沙華開花に合わせて臨時停車が行われた[8]。2014年のゴールデンウィーク期間中にはこれに加え、飯能行の下り急行2本と西武秩父発の上り急行2本が停車した[9]。2014年の巾着田の曼珠沙華開花時の土曜・休日には副都心線から直通する快速急行2本と池袋方面からの急行1本が臨時停車した[10]。

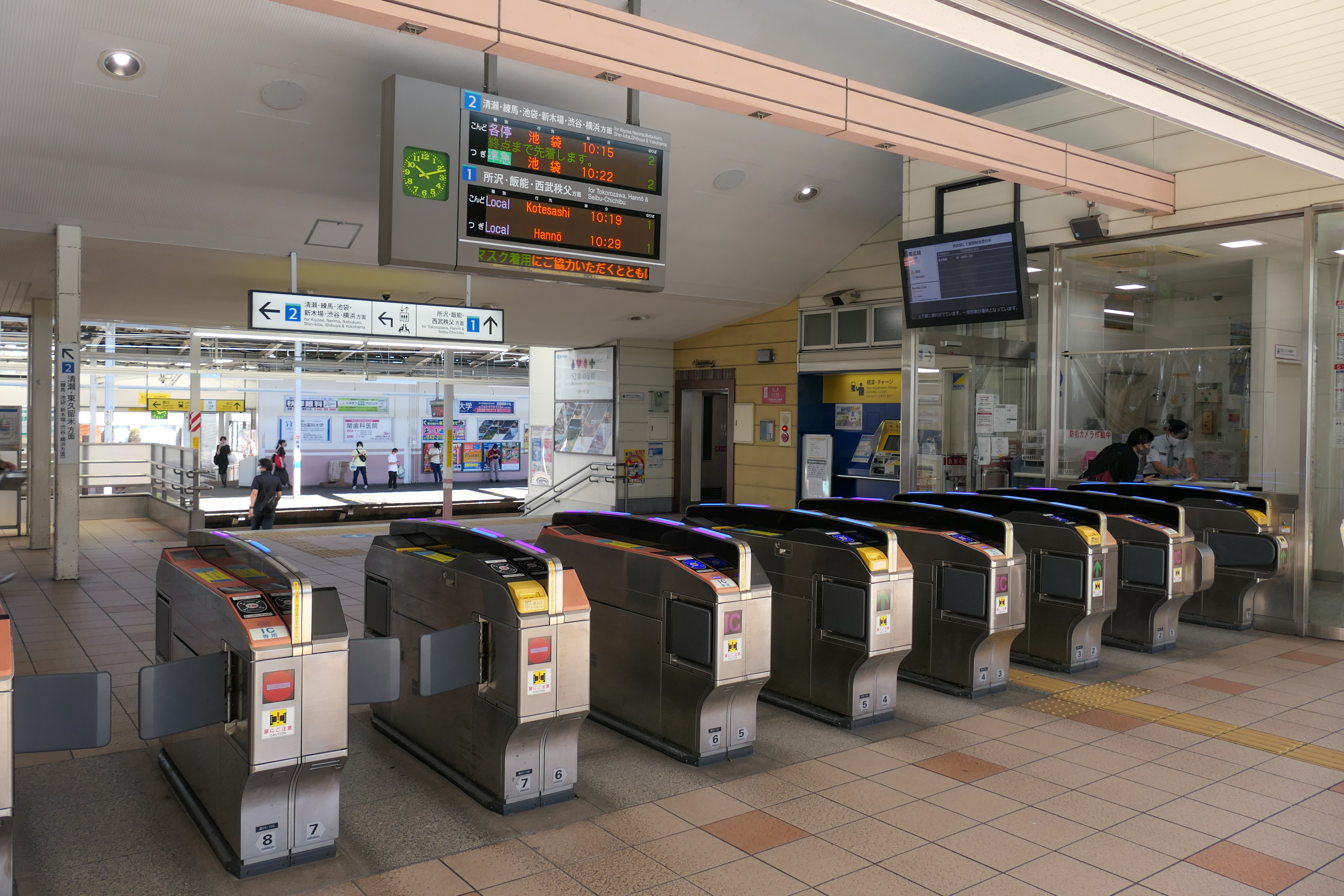
南口改札（2021年10月）
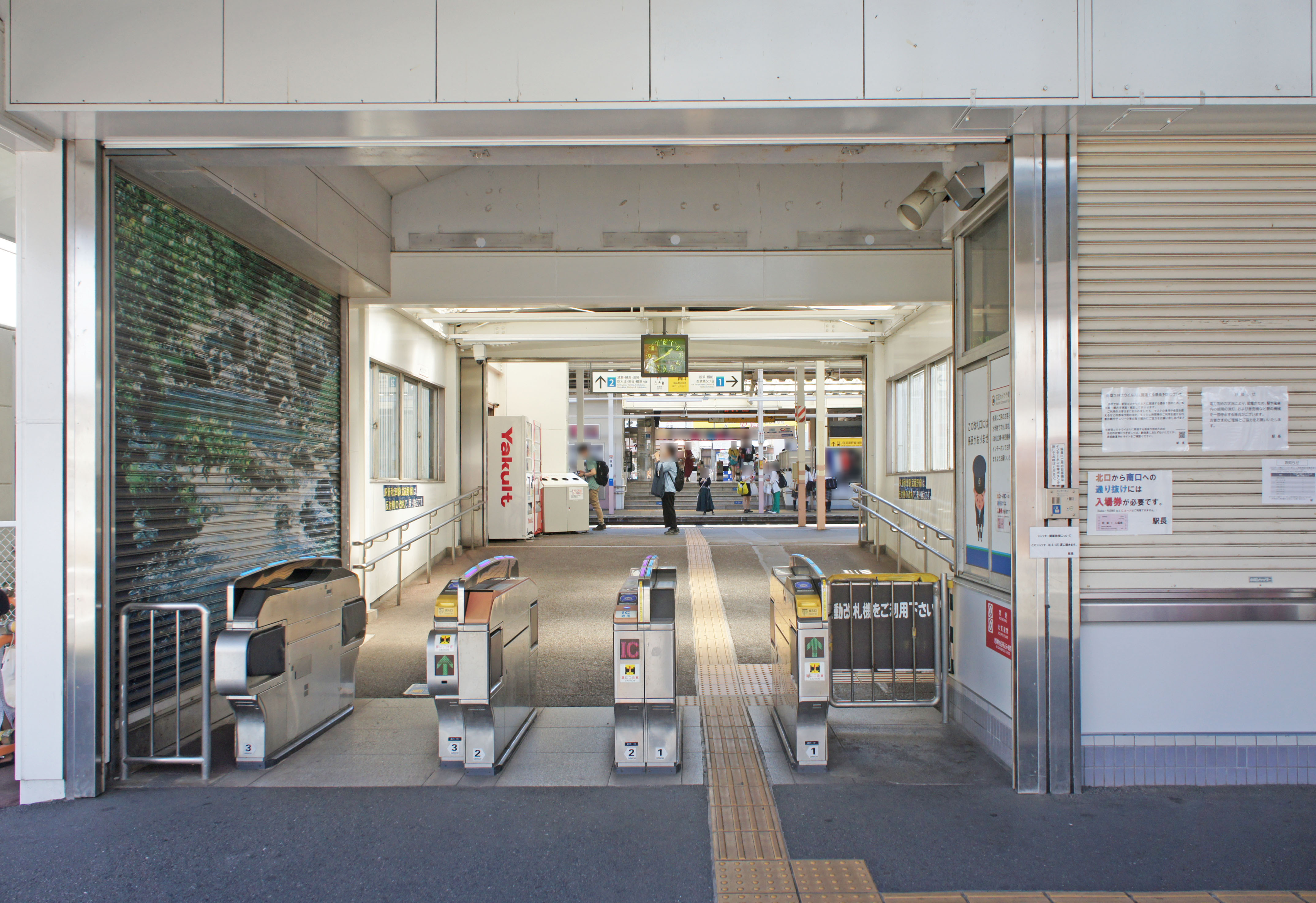
北口改札（2022年7月）
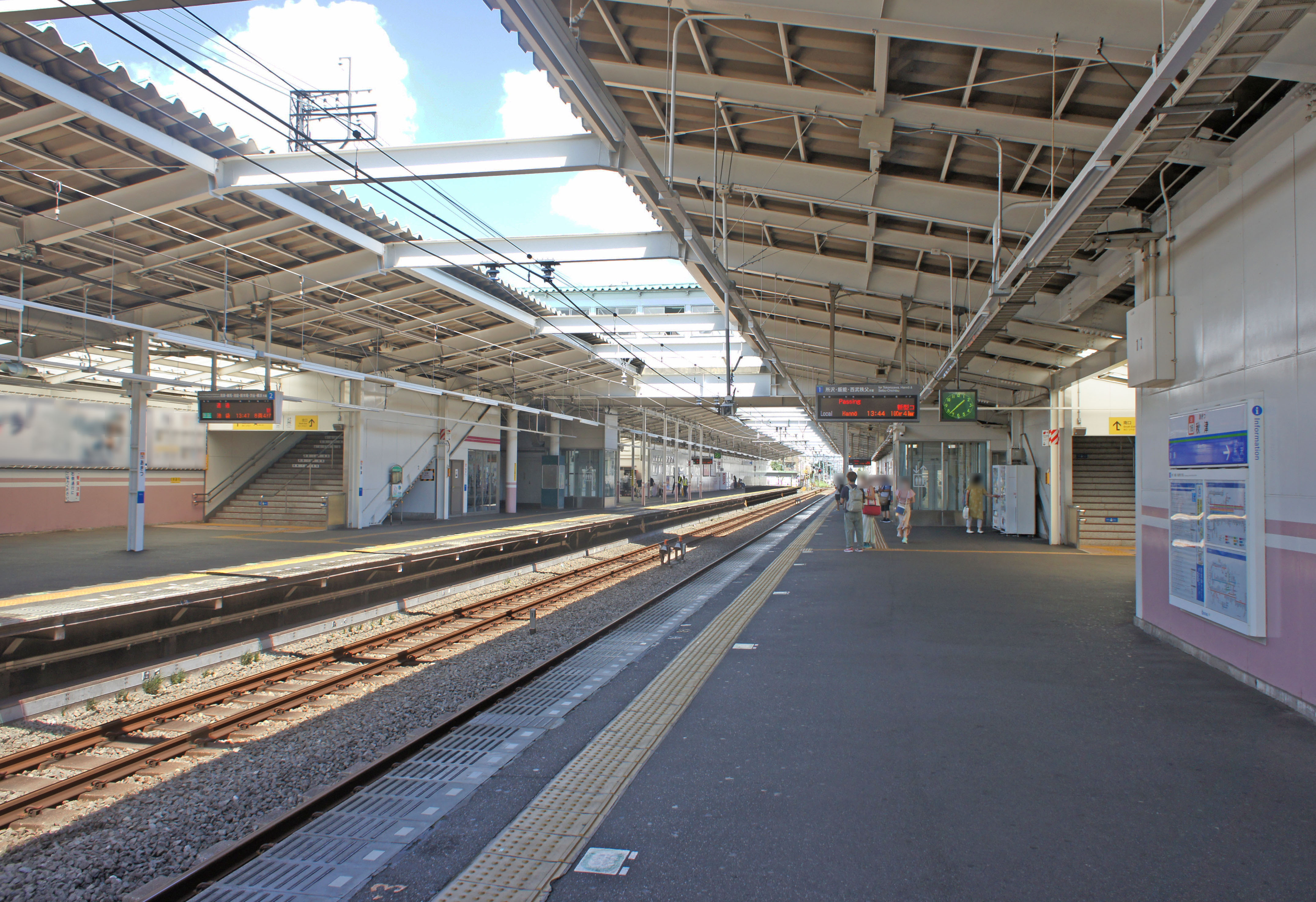
ホーム（2022年7月）

## 利用状況
2024年（令和6年）度の1日平均乗降人員は76,596人である。西武鉄道全92駅中10位。
利用者は2009年度まで増加傾向であった。ただし2008年度は76,494人で、前年度統計よりも増加率の大きかった西武有楽町線小竹向原駅（2008年度統計：77,313人）を下回り、順位を1つ下げていたが、2009年度は77,111人で、新宿線田無駅（2009年度統計：76,188人）が減少したことで再び順位を1つ上げている。2016年度では開業以来初めて1日平均乗降人員が80,000人を突破した。このことから、新秋津駅と共々に駐輪場の整備が進められている。
近年の1日平均乗降・乗車人員の推移は下記の通り。
| 年度               | 1日平均 乗降人員 | 1日平均 乗車人員 | 出典     |
| ------------------ | ---------------- | ---------------- | -------- |
| 1967年（昭和42年） | 14,662           | 7,363            | [ * 1 ]  |
| 1968年（昭和43年） | 15,779           | 7,919            | [ * 2 ]  |
| 1969年（昭和44年） | 16,849           | 8,457            | [ * 3 ]  |
| 1970年（昭和45年） | 17,619           | 8,793            | [ * 4 ]  |
| 1971年（昭和46年） | 17,981           | 8,942            | [ * 5 ]  |
| 1972年（昭和47年） | 18,675           | 9,267            | [ * 6 ]  |
| 1973年（昭和48年） | 25,304           | 12,738           | [ * 7 ]  |
| 1974年（昭和49年） | 27,164           | 13,285           | [ * 8 ]  |
| 1975年（昭和50年） | 28,551           | 14,080           | [ * 9 ]  |
| 1976年（昭和51年） | 29,938           | 14,770           | [ * 10 ] |
| 1977年（昭和52年） | 31,188           | 15,380           | [ * 11 ] |
| 1978年（昭和53年） | 32,545           | 16,029           | [ * 12 ] |
| 1979年（昭和54年） | 33,093           | 16,485           | [ * 13 ] |
| 1980年（昭和55年） | 32,971           | 16,404           | [ * 14 ] |
| 1981年（昭和56年） | 33,710           | 16,798           | [ * 15 ] |
| 1982年（昭和57年） | 34,615           | 17,259           | [ * 16 ] |
| 1983年（昭和58年） | 35,328           | 17,571           | [ * 17 ] |
| 1984年（昭和59年） | 36,070           | 17,896           | [ * 18 ] |
| 1985年（昭和60年） | 37,415           | 18,544           | [ * 19 ] |
| 1986年（昭和61年） | 40,383           | 19,985           | [ * 20 ] |
| 1987年（昭和62年） | 43,228           | 21,465           | [ * 21 ] |
| 1988年（昭和63年） | 47,150           | 23,565           | [ * 22 ] |
| 1989年（平成元年） | 50,219           | 25,153           | [ * 23 ] |
| 1990年（平成02年） | 53,305           | 26,780           | [ * 24 ] |
| 1991年（平成03年） | 57,287           | 28,860           | [ * 25 ] |
| 1992年（平成04年） | 59,395           | 29,996           | [ * 26 ] |
| 1993年（平成05年） | 62,018           | 31,391           | [ * 27 ] |
| 1994年（平成06年） | 64,270           | 32,495           | [ * 28 ] |
| 1995年（平成07年） | 65,205           | 32,831           | [ * 29 ] |
| 1996年（平成08年） | 65,312           | 32,756           | [ * 30 ] |
| 1997年（平成09年） | 65,049           | 32,503           | [ * 31 ] |
| 1998年（平成10年） | 65,750           | 32,662           | [ * 32 ] |
| 1999年（平成11年） | 65,909           | 32,728           | [ * 33 ] |
| 2000年（平成12年） | 65,951           | 32,799           | [ * 34 ] |
| 2001年（平成13年） | 66,375           | 33,036           | [ * 35 ] |
| 2002年（平成14年） | 67,793           | 33,833           | [ * 36 ] |
| 2003年（平成15年） | 69,204           | 34,621           | [ * 37 ] |
| 2004年（平成16年） | 70,388           | 35,246           | [ * 38 ] |
| 2005年（平成17年） | 71,126           | 35,648           | [ * 39 ] |
| 2006年（平成18年） | 72,252           | 36,211           | [ * 40 ] |
| 2007年（平成19年） | 73,236           | 36,509           | [ * 41 ] |
| 2008年（平成20年） | 76,494           | 38,138           | [ * 42 ] |
| 2009年（平成21年） | 77,111           | 38,456           | [ * 43 ] |
| 2010年（平成22年） | 76,177           | 38,019           | [ * 44 ] |
| 2011年（平成23年） | 76,217           | 38,109           | [ * 45 ] |
| 2012年（平成24年） | 77,735           | 38,838           | [ * 46 ] |
| 2013年（平成25年） | 78,878           | 39,397           | [ * 47 ] |
| 2014年（平成26年） | 78,103           | 39,014           | [ * 48 ] |
| 2015年（平成27年） | 79,774           | 39,869           | [ * 49 ] |
| 2016年（平成28年） | 80,316           | 40,123           | [ * 50 ] |
| 2017年（平成29年） | 81,309           | 40,641           | [ * 51 ] |
| 2018年（平成30年） | 81,556           | 40,748           | [ * 52 ] |
| 2019年（令和元年） | 81,168           | 40,577           | [ * 53 ] |
| 2020年（令和02年） | 60,087           |                  |          |
| 2021年（令和03年） | 65,338           |                  |          |
| 2022年（令和04年） | 71,805           |                  |          |
| 2023年（令和05年） | 74,542           |                  |          |
| 2024年（令和06年） | 76,596           |                  |          |

## 武蔵野線新秋津駅との乗換

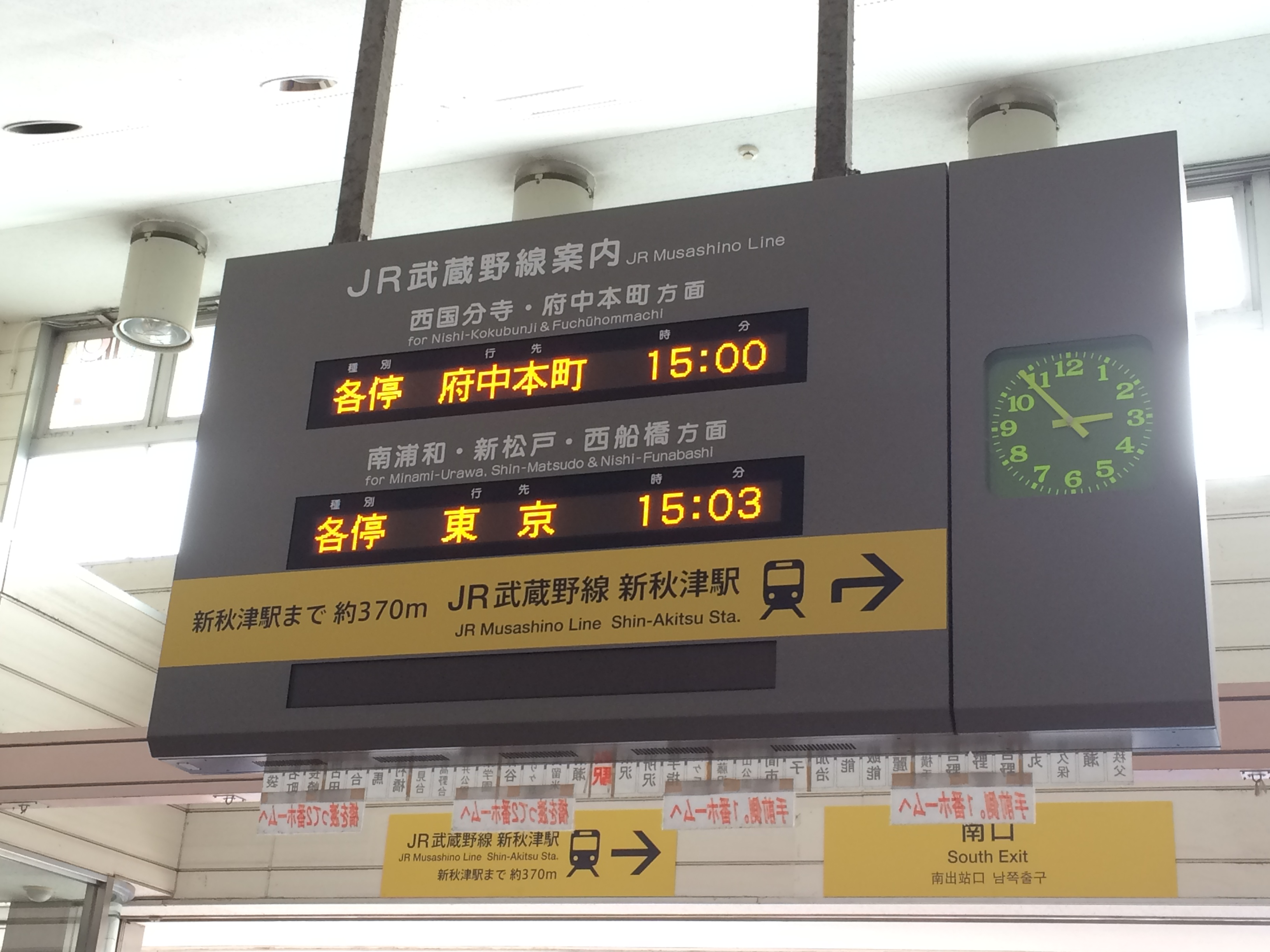
秋津駅南口改札内にある武蔵野線新秋津駅の発車案内板

当駅は西側で交差する東日本旅客鉄道（JR東日本）武蔵野線の新秋津駅との乗換駅であるが、優等列車のうち特急や急行などは停車しない。新秋津駅までは徒歩で約5分 (400m) と距離がある。
新秋津駅開設にあたり西武鉄道の工事責任者は新秋津駅ホームの末端が至近距離にあるので旅客連絡通路を設けるよう国鉄貨物局と交渉したところ、もともと武蔵野線は貨物専用線として建設したもの（武蔵野線#歴史）であって、用地買収をする方便として旅客輸送もすることにしたので、旅客輸送を増やすような設備はお断りすると断られたという。
乗り換えが不便なのは、地元商店街が商店街を経由しない連絡通路（秋津駅と新秋津駅のホーム間の距離は150mほど）の建設に反対していること、これに伴い東村山市やJR東日本・西武鉄道が連絡通路設置に難色を示していることによるものとされ、これに対しては乗り換え利用者からは批判が多い。
1991年には長雨と台風により武蔵野線新小平駅が水没し同線が一部区間で長期不通となり、同線の列車が新秋津駅で折り返し運転を余儀なくされたため、西武池袋線による代替輸送が円滑に行えるように連絡通路を仮設する案も出たが、これも商店街の反対で実現しなかった。
乗り換え客への便宜を図る目的で、秋津駅南口改札内には、武蔵野線新秋津駅の発車案内が設置されている（反対面、つまり秋津駅に入る側は西武線の発車案内）。
西武線の下り終電は、武蔵野線が遅延している場合、当駅で接続待ちを行う。この時、双方の駅員が無線で連絡し合う。
2008年3月15日より、新秋津駅との連絡定期券が購入可能になった。
商店街にはアーケード屋根がないことから、雨天時は傘が必要である。かつては当駅と新秋津駅間で『親切傘』と称したレンタル傘が自治会により設置してあったが、傘の持ち去りが相次いだことから中止した。その後2020年6月以降に、傘のシェアリングサービス「アイカサ」の提供を始めている。

## 駅周辺

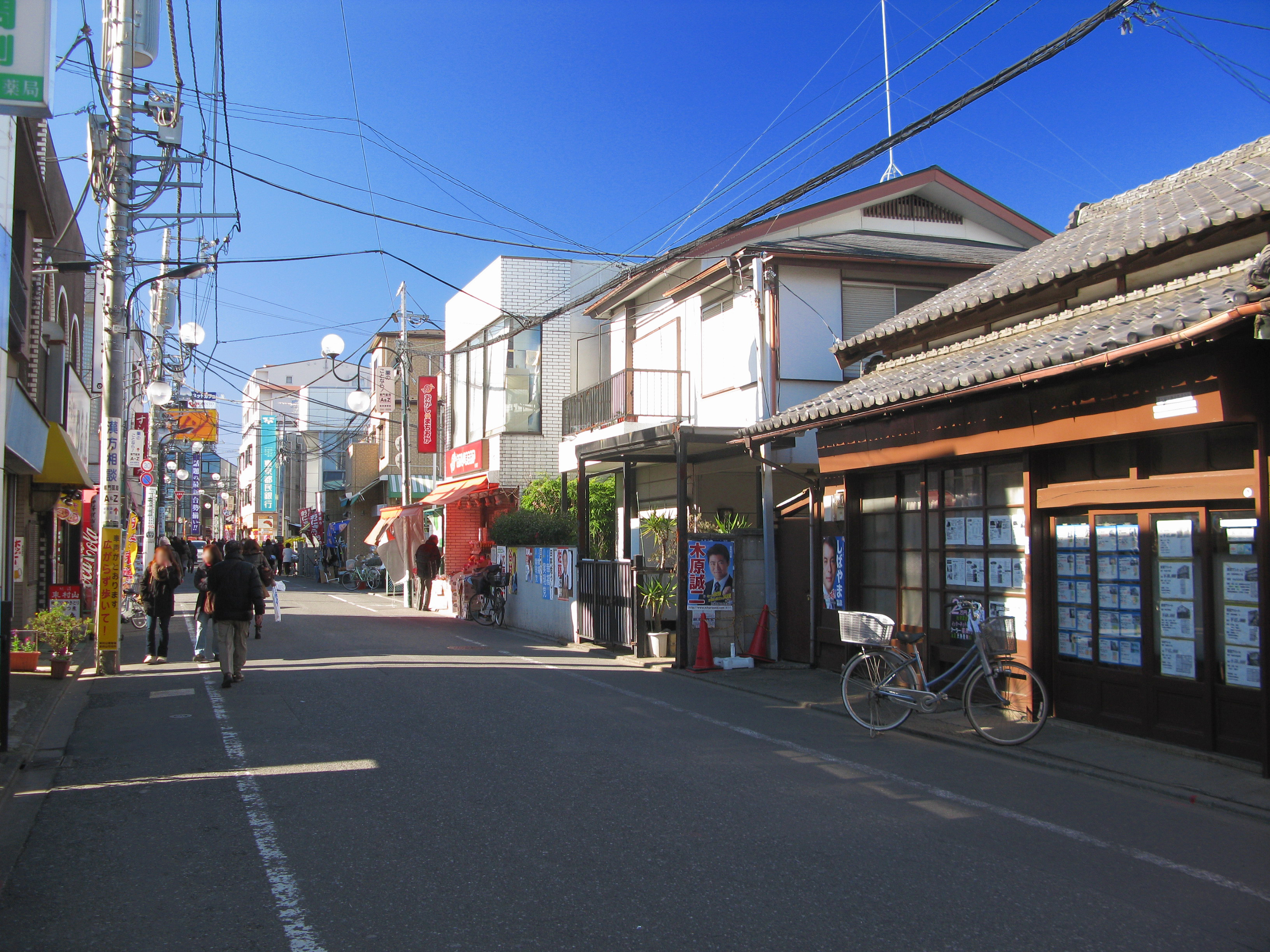
秋津駅と新秋津駅の間にある商店街

### 南口
武蔵野線新秋津駅までの間に商店街がある。また、新秋津駅から路線バスが出ている。
駅南口に複合施設が2003年12月に完成した(現：Emio秋津)。
- 東村山警察署秋津駅前交番（所在地は清瀬市）
- 秋津ちろりん村
- 秋津神社
- 東京都道127号秋津停車場線
- 東星学園
  - 東星学園幼稚園
  - 東星学園小学校
  - 東星学園中学校・高等学校
- きらぼし銀行秋津支店
- 多摩信用金庫秋津支店
- 青梅信用金庫秋津支店
- いなげや東村山秋津店

### 北口
北口への西友出店計画が南口の地元商店街の反対により凍結され、都県および市境という理由もあり駅周辺の開発が遅く、店舗としては北口駅舎横にファミリーマート（改札外、構内店舗）があるのみ。北口から東へ徒歩約5分の所に、中規模の病院やドラッグストア、いなげや秋津駅前店などが立地する。
- 清瀬市コミュニティバス「秋津駅」停留所 - 清瀬駅北口・南口行が発着する。
- 清瀬市役所野塩出張所・野塩地域市民センター・清瀬市立野塩図書館
- 清瀬野塩郵便局
- 明治薬科大学
- キッコーマス - 醤油の製造メーカー。テレビ東京の紀行番組『空から日本を見てみよう』でも紹介されたことがある。駅前の周縁のマンションや貸しビルに「キッコーマス」の名前がある。

## 隣の駅
西武鉄道

 池袋線
■快速急行・■急行
通過（多客期に武蔵野線との乗換の利便性を図るために臨時停車あり）
■通勤急行（上りのみ運転）
通過
■快速・■通勤準急・■準急・■各駅停車（通勤準急は上りのみ運転）
清瀬駅 (SI15) - 秋津駅 (SI16) - 所沢駅 (SI17)

### 記事本文